# BAP Aguirre (CH-84)
BAP Aguirre foi um cruzador da classe De Zeven Provinciën, pertencente a Marinha de Guerra do Peru. Completado e posto em serviço pela Marinha Real Holandesa em 1953 como Hr.Ms. De Zeven Provinciën, o navio foi, após duas décadas de serviço, descomissionado em 1976 e então vendido ao Peru. Antes de ser transferido para o Oceano Pacífico, o navio passou por um extenso programa de modernização pela Rotterdamse Droogdok Maatschappij (RDM) nos estaleiros de Roterdã. Entre as modificações feitas, foram removidos os sistemas de lançamento de mísseis SAM RIM-2 Terrier e a instalação de um hangar e de um deck de decolagem e pouso de aeronaves. As atualizações foram completadas em 31 de outubro de 1977 e ele foi oficialmente comissionado em 24 de fevereiro de 1978 na base naval holandesa de Den Helder. Renomeado Aguirre, em honra ao comandante peruano Elías Aguirre, ele chegou ao porto de Callao em 17 de maio de 1978.
Em serviço como o BAP Aguirre, ele participou de várias missões e manobras de treinamento multinacional pela UNITAS. De 7 de agosto de 1986 até 15 de fevereiro de 1988, enquanto o cruzador BAP Almirante Grau passava por um grande processo de modernização na Holanda, o Aguirre foi temporariamente renomeado Almirante Grau e designado como o navio-almirante da frota peruana.
No fim da Década de 1990, os sistemas do navio começaram a mostrar sinais de idade (a embarcação já estava em serviço há quase 50 anos), mas a falta de recursos financeiros impediram um novo processo de modernização. Finalmente, em 21 de março de 1999, ele foi oficialmente aposentado.